# Zygmunt Berdychowski
Zygmunt Władysław Berdychowski (ur. 9 września 1960 w Krynicy) – polski polityk i działacz gospodarczy, więzień polityczny w okresie PRL, poseł na Sejm I i III kadencji, założyciel Fundacji „Instytut Studiów Wschodnich”, himalaista.

## Życiorys
W 1987 ukończył studia na Wydziale Prawa i Administracji Uniwersytetu Jagiellońskiego. W stanie wojennym zajmował się m.in. drukiem ulotek. W styczniu 1982 został aresztowany z przyczyn politycznych, a w lutym tego samego roku skazany w trybie doraźnym przez Sąd Warszawskiego Okręgu Wojskowego w Warszawie na karę 3 lat pozbawienia wolności. Był przetrzymywany zakładach karnych w Nowym Sączu, Załężu i Hrubieszowie. Został uznany za więźnia politycznego przez Amnesty International. Zwolnienie uzyskał w lutym 1983. Kolportował następnie niezależne wydawnictwa, a w latach 1984–1988 był redaktorem i wydawcą podziemnych „Wiadomości Nowosądeckich”. W październiku 1985 został ponownie aresztowany w związku z udziałem w demonstracji w Nowej Hucie i oskarżony o pobicie funkcjonariuszy Milicji Obywatelskiej. W czerwcu 1986 został skazany na karę 2 lat pozbawienia wolności z warunkowym zawieszeniem jej wykonania na okres 2 lat próby. W listopadzie 1986 Sąd Wojewódzki w Krakowie uchylił ten wyrok i umorzył sprawę. 
W 1989 był współorganizatorem Niezależnego Sądeckiego Klubu Myśli Politycznej. W tym samym roku wstąpił do Niezależnego Samorządnego Związku Zawodowego Rolników Indywidualnych „Solidarność”, w którym przewodniczył krajowej komisji rewizyjnej. Był członkiem Komitetu Obywatelskiego „Solidarność” w Nowym Sączu oraz pełnomocnikiem Krzysztofa Pawłowskiego ubiegającego się o mandat senatora w wyborach parlamentarnych w 1989. W 1990 został współzałożycielem Sądeckiej Fundacji Rozwoju Wsi i Rolnictwa. W latach 1990–1991 pełnił funkcję pełnomocnika ministra rolnictwa i gospodarki żywnościowej ds. restrukturyzacji mleczarstwa.
W latach 1991–1997 należał do Stronnictwa Ludowo-Chrześcijańskiego, w którym pełnił funkcje przewodniczącego zarządu wojewódzkiego w Nowym Sączu i członka prezydium zarządu krajowego. Następnie działał w Stronnictwie Konserwatywno-Ludowym oraz ugrupowaniu SKL-Ruch Nowej Polski. Przewodniczył SKL w województwie małopolskim, wchodził w skład prezydium władz krajowych tej partii.
Był posłem na Sejm I kadencji z listy Porozumienia Ludowego oraz III kadencji z listy Akcji Wyborczej Solidarność, wybranym w okręgach nowosądeckich: nr 32 i nr 28. W 2001 zrezygnował ze startu w wyborach do Sejmu z listy Platformy Obywatelskiej, gdy zarzucono mu, iż z jego rekomendacji wiceprzewodniczącym SKL w regionie został Grzegorz Wieczerzak. Ostatecznie wystartował bez powodzenia do Senatu z ramienia KWW Zgoda. Zajął się prowadzeniem własnej działalności gospodarczej. W 2006 został wybrany na radnego gminy Chełmiec z lokalnego komitetu. W październiku 2010 wstąpił do PO. W tym samym roku z jej listy został wybrany na radnego sejmiku małopolskiego. W 2014 nie kandydował w kolejnych wyborach.
Jest założycielem Fundacji „Instytut Studiów Wschodnich”, organizującej cykliczne spotkania polityków i przedsiębiorców z Europy Centralnej i Wschodniej pod nazwą Forum Ekonomiczne. Stanął na czele rady programowej forum.
Uprawia narciarstwo i biegi, ukończył m.in. maraton w Nowym Jorku. Jest pomysłodawcą i organizatorem Festiwalu Biegowego w Krynicy-Zdroju. W lipcu 2015, wspinając się na Denali, najwyższy szczyt w Ameryce Północnej, osiągnął Koronę Ziemi.
Jego siostra Bogumiła Berdychowska została publicystką i specjalistką od spraw ukraińskich.

## Odznaczenia i wyróżnienia
Odznaczony Krzyżem Oficerskim (2011) i Komandorskim (2025) Orderu Odrodzenia Polski. Ponadto otrzymał Krzyż Wolności i Solidarności (2015), Srebrny Krzyż Zasługi (2003) oraz Brązową Srebrną Odznakę „Zasłużony dla Ochrony Przeciwpożarowej” (2009). W 2011 wyróżniony Medalem „Niezłomnym w słowie”.
Za swoją działalność społeczną i charytatywną otrzymał również m.in. Nagrodę Rzeczpospolitej” im. Jerzego Giedroycia (2009) oraz Nagrodę im. św. Brata Alberta (2007).